# Lena Schäfer
Lena Schäfer (* 25. März 1992) ist eine deutsche Crosslauf-Sommerbiathletin.
Lena Schäfer vom SV Pfrondorf gewann bei den Deutschen Meisterschaften im Sommerbiathlon 2008 in Bayerisch Eisenstein gemeinsam mit Annika Pfeil und Andrea Pögl als Staffel Württemberg I den Titel mit dem Kleinkalibergewehr, 2009 in Zinnwald mit Anna Wahls und Judith Wagner den Titel mit der Staffel Württemberg I. Zudem gewann sie im Massenstart hinter Wagner die Silbermedaille. Bei den Junioren-Wettkämpfen der Sommerbiathlon-Europameisterschaften 2009 in Nové Město na Moravě wurde sie 27. im Sprint und 28. im Massenstart sowie mit Wahls, Paul Böttner und Niklas Heyser Siebte in der Mixed-Staffel, in Oberhof erreichte sie bei den Junioren-Sommerbiathlon-Weltmeisterschaften 2009 die Ränge 30 im Sprint und 26 in der Verfolgung. Die Sommerbiathlon-Europameisterschaften 2010 in Osrblie brachten die Ränge 28 im Sprint, 23 in der Verfolgung und mit Thordis Arnold, Hendrik Redeker und Niklas Heyser Sechste in der Mixed-Staffel. Bei der DM 2010 gewann Schäfer zum dritten Mal in Folge mit der Kleinkaliber-Staffel.

## Belege
1. ↑  https://archive.md/20120722175410/http://www.biathlon2b.com/96-sommerbiathlon-em-in-nove-mesto.html

| Personendaten    | Personendaten             |
| ---------------- | ------------------------- |
| NAME             | Schäfer, Lena             |
| KURZBESCHREIBUNG | deutsche Sommerbiathletin |
| GEBURTSDATUM     | 25. März 1992             |